# Jess Asato
Jess Asato, née en 1981 ou en 1982, est une personnalité politique britannique.

## Biographie
En 2024, elle est élue députée.